# Атис (цар на Лидия)
Вижте пояснителната страница за други личности с името Атис.
Атис (на старогръцки: Ἄτυς, Atys) в древногръцката митология е вторият цар на Меония (по-късно Лидия) от Атиадската династия.
Според Херодот той е син на Манес, първият цар на Меония, роден от Зевс и Гея, и брат на цар Котис.
Атис е баща на двама сина: Лид, който дава името на Лидия, и на Тирен, прародител на етруските. След неговата смърт Лидия се управлява известно време заедно от двамата му сина.